# Alfredo Pedrique
Alfredo José Pedrique García (Valencia, 11 de agosto de 1960) es un mánager y exjugador de béisbol venezolano.
Actualmente sólo dirige en ligas independientes en los Estados Unidos, tras ser cesanteado por los Leones del Caracas como mánager en 2016.

## Trayectoria como jugador activo
Sus inicios se remontan al año 1978, año en el cual debuta con el equipo de los Tiburones de La Guaira. En la temporada 1982-83 no vio acción, motivo por el cual al año siguiente es traspasado en calidad de préstamo a los Navegantes del Magallanes.
En 1984 regresa con los Tiburones, donde conformaría la llamada "guerrilla", junto a jugadores de la talla de Oswaldo Guillén, Norman Carrasco, Gustavo Polidor, Carlos "Café" Martínez, Juan Francisco Monasterios, Luis Salazar; entre otros. Lograría de esta forma ayudar al equipo a obtener la corona en las temporadas 1984-85 y 1985-86, así como un subcampeonato en 1986-87.
En 1990 es nuevamente traspasado, esta vez de forma definitiva, a los Navegantes del Magallanes en un cambio por el lanzador Luis Vásquez. Un año más tarde, es objeto de un nuevo cambio pasando a los Tigres de Aragua por el lanzador zurdo Juan Carlos Pulido.
Al finalizar la temporada 1993-94, decide retirarse como jugador activo.
Cabe destacar que también vio acción en las Grandes Ligas con los Mets de Nueva York, Piratas de Pittsburgh y Tigres de Detroit.

## Trayectoria como entrenador
En 1995, luego de un año retirado del béisbol, se convierte en entrenador de los Navegantes del Magallanes. En enero de 1998, en pleno round robin semifinal, John Tamargo renunciaría a la dirigencia del equipo traspasando el mando a Pedrique. Sería ratificado en ese mismo año como piloto del equipo.
En 1999 Magallanes lo dejaría libre y sería firmado como mánager de los Caribes de Oriente hasta el año 2001 cuando fue despedido debido a la eliminación de dicho equipo.
En 2005 regresa como dirigente de los Navegantes del Magallanes, logrando en la temporada 2005-2006 la distinción como Mánager del Año. Así, permanecería en el equipo hasta el año 2007, cuando es despedido y reemplazado por el expelotero Clemente Álvarez.
Luego, en el año 2012 regresa nuevamente a dirigir a los Caribes de Anzoátegui, con los cuales obtendría de nuevo la distinción como Mánager del Año en la temporada 2013-2014 a pesar de no haber podido lograr el campeonato.
En enero de 2015 es contratado como mánager por el equipo de los Leones del Caracas. En noviembre de 2016 fue cesanteado por el equipo siendo sustituido por Yorvit Torrealba.